# Абдоминални компартмент синдром
Абдоминални компартмент синдром (скраћено АКС) је стање у абдоминалној-трбушној дупљи које се карактерише увећаним интраабдоминалним (унутартрбушним) притиском или интраабдоминалном хипертензијом (скраћено ИАХ), са мултиорганском дисфункцијом трбушних и других орана. Иако је познато да се компартмент синдром најчешће јавља у удовима, постоје и облици који се могу јавити у трбуху (абдомену), а неки сматрају и у унутарлобањској (интракранијалној) дупљи.
Међу бројним узроцима АКС најчешћи су абдоминално (трбушно) крварење и масивна надокнада течности. За све облике АКС је заједничко да повишени интраабдоминални притисак који настаје због повишења волумена интраабдоминалних садржаја, ретроперитонеума и абдоминалног (трбушног) зида.
Интернационалним консензусом о АКС из децембра 2004. ИАХ је дефинисана као стална или понављана вредност притиска већа од 12 mmHg, а АКС стални притисак у абдомену (трбуху) већи од 20 mmHg са дисфункцијом органа.

## Историја
На значај високог унутарабдоминалног притиска указано је још пре више од једног века. Интраабдоминални притисак (ИАХ) и његов утицај на респираторну функцију, абдоминални садржај, били су предмет научних истраживања током 19. века. Тада је и постављена хипотеза о реципрочној вези између интраторакалног (унутаргрудног) притиска и абдоминалног компартмент синдрома.
АКС је клинички први пут описан у 19. веку, када су Мареј и Берт приметили његову повезаност са поремећајем дисајних функција.. Брадлеј и Брадлеј, нешто нкасније, закључили су да услед повишеног ИАП долази до повишеног притиска у бубрежним венама што утиче на смањење протока плазме кроз бубрежног и пад гломеруларне филтрације..
У раном 20. веку, Емерсон је у експериментима на животињама доказао повезаност морталитета животиња са абдоминалним компартмент синдромом због прекомерног ИАП који значајно смањује венски прилив у срце и последично резултује кардиоваскуларним попуштањем.
У почетку се мислило да је само кардиореспираторни несклад могући узрок АКС, међутим, као могући узрок Венд, а касније и Торингтон и Шмид, наводе бубрежну инсуфицијенцију.
Огилвије је дефинисао АКС као трауму и функционални поремећај органа изазван високим интраабдоминални притиском
Осамдесетих година 20. века неколико аутора објавило је радове који се односе на органску дисфункцију услед повишеног ИАП, са клиничким побољшањем стања након абдоминалне декомпресије. Тада су Крон и сар. први употребили назив абдоминални компартмент синдром.
Када су Крон и Иберти развили једноставан начин прецизног мерења интраабдоминалног притисака, то је довело до бољег разумевања односа између интраамбдоминалне хипертензије (од енгл. intra-abdominal hypertension (IAH)) и абдоминалног компартмент синдрома.
Данас, ИАП, ИАХ и АКС су добро описани и дефинисани ентитети који се јављају код интернистичких и хируршких болесника, са или без абдоминалних повреда и/или операција.

## Епидемиологија
И поред бројних истраживања, у новијој литератури нема пуно података о инциденци и преваленци абдоминалног компартмент синдрома. Као разлози наводе се непрепознавања овог синдрома и/или недовољна евалуација болесника погођених овим поремећајем, али и велики број студија које се примарно баве више приказом болесника, а мање епидемиолошким истраживањима АКС.
Тачна инциденца АКС још није званично потврђена, али је свима јасно да се она непрестано повећава у појединим популационим групама, као што су болесници са тупим или пенетрантним повредама абдомена, ратним повредама трбуха, руптуром абдоминалне анеуризме аорте, ретроперитонеалним крварењем, пнеумоперитонеумом, малигнитетом, панкреатитисом, масивним асцитом, трансплантацијом јетре, итд.
У једној од најранијих проспективних студија са серијом од 145 болесника који су идентификовани као ризична група за настанак АКС, објављена је инциденца од 14% случајева АКС..
У новијој мултицентричној студији са 265 узастопно примљених болесника у различитим јединицама интензивне неге, 32,1% ове популације имало је ИАХ а 4,2% АКС
Према објављеним резултатима, у САД број болесника са АКС примљених на лечење у јединице интензивне неге, у центрима за трауму, износио је од 5% до 15%, а 1% у свеобухватним пријемима услед трауме.
Морбидитет и морталитет
У појединим студијама морталитет оболелих од АКС износи и до 67%. Рекурентни АКС носи још већи морталитет
Морбидитет и морталитет код АКС приписује се његовом учинку на органске системе. Због тога, АКС има висок морталитет и поред лечења. Такође, појава АКС је чешћа код болесника са тешким повредама или болестима, које су иначе у лекарској пракси познате по високом морталитету и морбидитет.
Раса, пол и старост
Расна, полна и старостна структура није од утицаја на разлике у учесталости абдоминалнног компартмент синдрома.
Абдоминални компартмент синдром се јавља у свим старостним групама подједнако.
Интраабдоминални притисак, који је примарни узрок обољења (већи од> 25 mmHg), има сличне вредности и у педијатријској популацији.

## Етиологија
Поуздани подаци о етиологији абдоминалног компартмент синдрома нису познати, мада се као могући узроци најчешће наводе сепса и тешка абдоминална траума, крварења и масивне опекотине. Повећање притиска у трбушној дупљи (интраабдоминална хипертензија) у наведеним поремећајима смањује доток крви у трбушне органе и нарушава плућне, кардиоваскуларне, бубрежне и желудачноцревне функције, изазивајући више синдрома дисфункције захваћених органа и у коначном исходу смрт.
Овај синдром се среће код повреде абдомена и других телесних регија независно. Јавља се код болесника са панкреатитисом, оперисаних због руптуре абдоминалне и грудне анеуризме аорте, неоперисаних болесника на неконтролисаној антикоагулантној терапији са крварењем у трбушном зиду и абдомену, као и код болесника са трансплантираном јетром, због реперфузионог едема јетре и донор-реципијент несразмере.
Међу бројним узроцима АКС најчешћи су абдоминално крварење и масивна надокнада течности.
Поузданијим методама дијагностике абдоминалног компартмент синдрома примећено је да се он може јавити као последица различитих примарних клиничких манифестација. На основу тога, абдоминални компартмент синдром се дели у следеће три категорије као: примарни или акутни абдоминални компартмент синдром, секундарни абдоминални компартмент синдром (САКС) и хронични (рекурентни) абдоминални компартмент синдром.

### Примарни или акутни абдоминални компартмент синдром
Настаје када је интраабдоминална патологија директно и проксимално одговорна за настанак компартмент синдрома. Могући узроци примарног абдоминалног компартмент синдрома могу бити:
- Продорна (пенетрантна) траума трбуха[29]
- Интраперитонеална креварења
- Акутни панкреатитис
- Дејство спољашње компресије, нпр. након судара моторних возила или после велике експлозије
- Прелом карличног прстена[30]
- Руптура анеуризме трбушне аорте[31]
- Перфорација пептичког улкуса (чира)
- Трансплантација јетре
- Ретроперитонеални хематом
- Неоплазме
- Опструкција црева (лат. ileus)

### Секундарни абдоминални компартмент синдром (САКС)
Овај облик САКС-а настаје када нема видљиве интра-абдоминалне трауме, или су повреде ван абдомена узрок акумулације течности у трбуху. Појава секундарног АКС највероватније је директно повезана са променама на висцералном трбушном зиду, ретроперитонеалним едемом и накупљањем асцитеса проузрокованог реанимацијом. Зато се секундарни абдоминални компартмент синдром (САКС) може јавити и код пацијената без интра-абдоминалне повреде, као последица нагомилане течности у трбуху чија је запремина довољна да изазове интра-абдоминалну хипертензију
.
Као могући узроци САКС у литератури се наводе:
- Велика надокнада волумена у интензивној реанимацији: која укључује ризик пораста интар-абдоминалног притиска након инфузија течности већих од три литара.
- Великих површина захваћених опекотином: Хопсон и сар описали су појаву абдоминалнох компартмент синдрома 24 часа након опекотина у пацијената који су примили у просеку 237 mL/kg течности током дванаетсочасовног периода[36].
- Продорна (пенетрантна) или тупим предметом нанета траума без јасних или видљивих знакова повреде
- Постоперативна траума
- Паковање или примарно затварање фасције, повећава учесталост синдрома
- Постоперативно септичко стање

### Хронични (рекурентни) абдоминални компартмент синдром
Јавља се у току цирозе и асцитеса или сродних болести, најчешће у њиховим каснијим стадијумима. Најчешћи узроци хроничног абдоминалног компартмент синдрома су:
- Перитонеална дијализа
- Морбидна гојазност
- Цироза јетре
- Меиџов синдром
- Интра-абдоминална маса (тумори)

### Фактори ризика
Фактори ризика настанка интраабдоминалне хипертензије (ИАХ) и абдоминалног компартмент синдрома (АКС)и абдоминалног компартмент синдрома (АКС), прказани су на доњој табели:
Фактори ризика за настанак ИАХ и АКС
| Смањена комплијанса абдоминалног зида | Повећана интралуминална запремина                 | Повећање абдоминалне запремине                                      | Повећана капиларна пермеабилност/надокнада волумена |
| --- | ------------------------------------------------- | ------------------------------------------------------------------- | --- |
| - Акутна респираторна инсуфицијенција, нарочито са повишеним интраторакалним притиском - Абдоминалне хируршке процедуре са примарним фасцијалним затварањем - Опсежна траума/опекотине - Болесници који дуго леже у болници | - Гастропареза - Илеус - Псеудоопструкција колона | - Хематоперитонеум/пнеумоперитонеум - Асцитес/инсуфицијенција јетре | - Ацидоза (pH < 7,2) - Хипотензија - Хипотерамија (температура < 33 °C) - Политрансфузија (> 10 јединица крви/24 часа) - Коагулопатија - Олигурија - Масивна надокнада течности - Сепса - Опсежна траума/опекотине - Експлоративна лапаротомија |

## Патофизиологија
Осим етиолошких чинилаца, горенаведених, најчешћи узрок интраабдоминалне хипертензије (ИАХ) је и;
1. Тупа абдоминална повреда са интраабдоминални крварењем — као последица оштећења слезине, јетре и мезентеријума.[37][38]
2. Јатрогено изазване повреде у трбуху — током дијагностичких и оперативних захвата.[39]
3. Тампонада и хируршка паковања у абдомену ради контроле крварења — повећава притисак у перитонеалном простору.[40][41]
4. Дистензија црева, као последица хиповолемијског шока и велика надокнада волумена — (представља важан узрок ИАХ и последично насталог АКС код трауматизованих болесника)

У стањима шока, под утицајем симпатичког нервног система долази до вазоконстрикције у крвним судовима коже, мишића, бубрега и гастроинтестиналног тракта, јер се на тај начин крв усмерава ка срцу и централном нервном систему. Редистрибуција крви из гастроинтестиналног тракта изазива ћелијску хипоксију у овом ткиву, пре свега у цревима. Последице ове хипоксије су ослобађање цитокина, стварање слободних кисеоничних радикала и смањење ћелијске производње АТП. Све ово је одговорно за настанак позитивне повратне спреге, која карактерише патогенезу ИАХ и АКС.,. Као одговор на оштећење ткива услед хипоксије настаје ослобађање проинфламаторних цитокина. Они доводе до вазодилатације, повећавају капиларну пропустљивост, што води настанку едема. Током овог, као и после ћелијске реперфузије, долази до стварања слободних кисеоничних радикала, који доводе до оштећења ћелијских мембрана, што узрокује даље ослобађање цитокина који даље стимулишу ослобађање кисеоничних радикала. Са друге стране, слаба испорука кисеоника ткивима доводи до смањене производње АТП, што погађа Na⁺/K⁺ пумпу, чија активност је неопходна за интраћелијску регулацију електролита. Натријум улази у ћелију и за собом повлачи воду, са последичним бубрењем ћелија, губљењем интегритета ћелијске мембране и даљим продубљивањем запаљењског процеса.
... Запаљење брзо доводи до едема, а повећање едема у цревима, надаље, узрокује подизање ИАП. Како ИАП расте, интестинална перфузија слаби, а редослед догађаја, ћелијска хипоксија, ћелијска смрт, запаљење и едем настављају се несмањеним интензитетом.
Неки истраживачи за развој ИАХ и АЦС наводе већи значај накнадне реперфузије код ефекта исхемија/реперфузија, него примарног оштећења и примарне исхемије. Почетни развој едема црева и ацидозе у мукози црева појачава надокнада течности и електролита, рецимо, у току саме операције. Ова надокнада течности још више подиже ИАП, и даље смањујући интестиналну перфузију, са још већим ослобађањем проинфламаторних медијатора и оштећењем цревне баријере. Ово омогућава транслокацију цревних бактерија кроз зид црева у спланхничну циркулацију и сам перитонеални простор. Повишен ИАП и настало запаљење доводе до оштећења органа са њиховим попуштањем, односно развојем АКС.
Исхемија у цревима игра важну улогу у хипотези „два атака“ за развој синдрома мултипле органске дисфункције (MODS). По овој теорији, иницијално трауматско оштећење почетни је догађај „првог атака“, који доводи до развоја лаког синдрома системског инфламаторног одговора (SIRS). Ово стање представља нормалну, физиолошку реакцију организма за стрес. Међутим, било какав следећи „други атак“ доводи до појачаног SIRS, који је штетан и веома брзо може довести до (MODS)-а. У животињским моделима АКС, транслокација цревних бактерија у лимфни систем, као последица цревне исхемије, може проузроковати ослобађање проинфламаторних цитокина што може довести до „другог атака“

## Клиничка слика
Клиничка слика у абдоминалном компартмент синдрому постаје манифестна када се због повећаног ИАП јави и отказивање функција појединих органа, (чија функција се враћа у нормалу након декомпресије и нормализације ИАП). Као што је поменуто у ранијем делу текста, поремећаји функција јављају се у неколико органа и система, међу којима доминирају:
Респираторни систем
Клиничке манифестације у грудном кошу су пре свега изазване синдромом респираторног дистреса, који се карактерише смањењем функције плућа, праћене продубљеним удисајем због пораста унутаргрудног притисака, хипоксије и хиперкапније. Понекад да би болесник постигао чак и мале вредности удаха он мора да користи врло високе вредности удисајног притиска (које постиже значајним ангажовањем респираторне муслулатуре).
Кардиоваскуларни систем
Хемодинамске манифестације у кардиоваскуларном систему укључују тахикардију и хипотензију са нормаланим или повишеним централним венским или плућним артеријским притиском.
Бубрежни систем
Дисфункција бубрега манифестује се као олигурија или анурија, са повећаном азотемијом.
Централни нервни систем
Дисфункција централног нервног система која се карактерише порастом нтракранијалног притиска (ИКП) са повишењем ИАП показан је на хуманим и животињским моделима. Претпоставља се да је овај поремећај независан од кардиопулмоналне функције и да примарно зависи од повећања централног венског и плеуралног притиска. Потврђено је да повишење интрааторакалног притиска снижава венски повратак крви из кранијума и смањује венски церебрални проток крви. Абдоминална декомпресија доводи до нормализације ИКП.

## Дијагноза
Од изузуетно значаја за правилну дијагнозу абдоминалног компартмент синдрома је постојање интраабдоминалне хипертензије (ИАХ) удружене са органском дисфункцијом, која је реверзибилна на абдоминалну декомпресију. Респираторна дисфункција једна је од најранијих манифестација АКС (према неким ауторима у којој доминирају прогресивна хипоксија и хиперкапнија, а на радиографија плућа уочава се подизање хемидијафрагме и смањењен волумена плућа.
Хемодинамски показатељи присутни у АКС обухватају; тахикардију, хипотензију, нормалан или повишен централни венски притисак, смањен срчани излаз и повећану системску и плућну васкуларну резистенцију. На потколеницама се могу уочити отоци, а понекада и знаци дубоке венске тромбозе
Бубрежна дисфункција манифестује се олигуријом и ануријом, што се испољава азотемије. Некада, на почетку развоја АЦС, рани и једини знак може бити олигурија
Спланхнична исхемија погађа не само метаболизам јетре, већ омогућава транслокацију ендотоксина и бактерија кроз исхемичну мукозну цревну баријеру, што доводи до активирања и/или реактивације имунског система, са развојем СИРСИ и септичног синдрома са њиховим клиничким карактеристикама
Клиничка потврда АКС захтева мерење ИАП. (при чему треба имати у виду да клинички јасна ИАХ може бити присутна без очигледне абдоминалне дистензије ). Мерење ИАП може се обавити;
- директним интраперитонеалним катетером спојеном на трансђусер или манометар, сличном инструменту за лапароскопију
- индиректним методама (које су једноставније и брже) преко мокраћне бешике, ректума, утеруса, доње вене каве, желуца,[55]

Без обзира на то који се метод користи, мерење ИАП требало би обавити на крају експиријум, у лежећем положају, када је обезбеђена потпуна релаксација мишића трбушног зида, са избаждареним и нулованим транђусером на средњој аксиларној линији.
Мерење ИАП кроз мокраћну бешику данас је у широкој употреби, а први су ову методу описали Крон и сар.. Метода се показала као лака, брза и јефтина за извођење.
У случају да је пласирања катетера у мокраћној бешици, контраиндиковано, услед повреде бешике, карличног хематома итд, ИАП се може мерити езофагеалним балон катетером пласираним у желудац, и спојеним за манометар или за трансђусер са мерачем притиска.
Неке студије показале су да притисак у мокраћној бешици не показује актуелну вредност ИАП, па зато предлажу даља истраживања која ће омогућити проналажење бољег начина за тачно мерење ИАП

## Диференцијална дијагноза
У Диференцијалној дијагнози код абдоминалногкомпартмент синдрома треба имати у виду следеће болести и стања.
- Тупа абдоминална траума
- Апендицитис, акутни
- Холангитис
- Срчана инсуфицијенција и едем плућа
- Дисекција аорте
- Дивертикуларна болест (дивертикулитис)
- Страна тела, у гастроинтестиналном тракту
- Мезентерична исхемија
- Бактериемија и сепса код деце
- Опструкција мокраћног система

## Терапија
Основни принципи лечења АКС су: превенција, рано препознавање, правовремено реаговање адекватним процедурама, како конзервативним, тако и инвазивним (декомпресивна лапаротомија или перкутане дренаже).
Најранији и потенцијално најефектнији начин за спречавање овог поремећаја је препознавање болесника са ризиком и спровођење раних-правовремених интервенција које имају за циљ да минимализују шансу за развој иантраабдоминалне хипертензије. Тако нпр. примарни поступци којима се доноси одлука о даљем току лапаратомије, након уласка у трбух, обухватају; одлучивање о могућем прекиду операције због постојања великих неоперабилних поремећаја код болесника (хипотермија, ацидоза, коагулопатија), као и о методама затварања абдомена. Болесници подвргнути лапаротомија због тешке абдоминалне трауме, имају висок ризик од развоја ИАХ/АКС после оперативног захвата
Како не постоје детаљни протоколи који говоре о тачним вредностима ИАП при којима треба правовремено реаговати адекватном терапијом и терапијским процедурама, неопходно је сваког болесника са овим стањем индивидуално посматрати и укључити у научноистраживачке студије. Сходно утврђеним вредностима и знацима за АКС, формирање протокола за лечење АП и његова примена омогућиће побољшање и смањивање морбидитета и морталитета код АП.